# Marathon de Vancouver

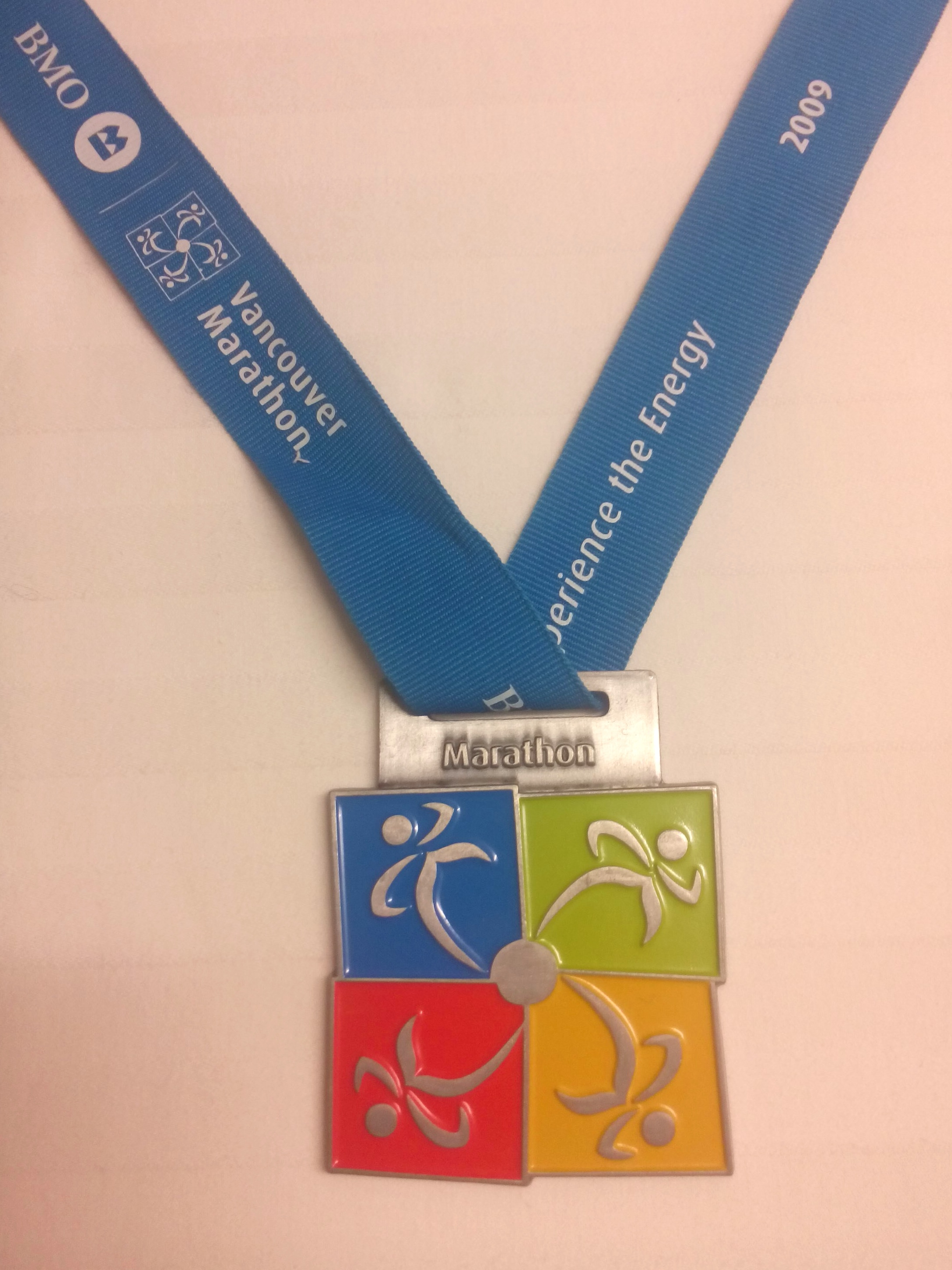
Médaille du marathon 2009.

Le marathon de Vancouver (en anglais: Vancouver Marathon) est une épreuve de course à pied d'une distance de 42,195 km dans la ville de Vancouver, au Canada. Elle est organisée par la Banque de Montréal (BMO). En parallèle du marathon, se court aussi le même jour, un semi-marathon.
L'édition 2020, initialement prévue le 3 mai, est annulée par le comité d'organisation, en raison de la pandémie de maladie à coronavirus ; une première depuis 48 ans et 1972, date de création de l'épreuve.

## Histoire
La première édition a eu lieu en 1972. En 1976, l'Américaine Doris Brown Heritage est la première athlète à passer en dessous de 3 heures sur cette épreuve avec un chrono de 2 h 47 min 34 s. Entre 2000 et 2004, l'Allemand Ulrich Steidl remporte cette épreuve cinq fois d'affilée.

## Parcours
Le départ a lieu près du Queen Elizabeth Park dans le quartier de Cambie. Les coureurs traversent ensuite les quartiers de Kerrisdale et de Dunbar avant d'entrer dans le Pacific Spirit Park et puis sur le territoire de l'université de la Colombie-Britannique (UBC). À la sortie du territoire de l'UBC, les coureurs passent par les quartiers de Point Grey et de Kitsilano. Toute la portion du Seawall du Parc Stanley est empruntée par les coureurs. L'arrivée a lieu dans le centre-ville de Vancouver sur Pender Street.

## Palmarès
| Année | Hommes                                               | Hommes                                               | Hommes                                               | Femmes                                               | Femmes                                               | Femmes                                               |
| ----- | ---------------------------------------------------- | ---------------------------------------------------- | ---------------------------------------------------- | ---------------------------------------------------- | ---------------------------------------------------- | ---------------------------------------------------- |
| 1972  | Tom Howard                                           | Canada                                               | 2 h 24 min 08 s                                      | Patricia Loveland                                    | États-Unis                                           | 3 h 39 min 23 s                                      |
| 1973  | Tom Howard                                           | Canada                                               | 2 h 21 min 46 s                                      | Deborah Collins                                      | Canada                                               | 3 h 24 min 39 s                                      |
| 1974  | Tom Howard                                           | Canada                                               | 2 h 14 min 34 s                                      | Maria Brzezinska                                     | Canada                                               | 3 h 03 min 15 s                                      |
| 1975  | Joe Skaja                                            | Canada                                               | 2 h 22 min 30 s                                      | Linda Winslow                                        | États-Unis                                           | 3 h 06 min 49 s                                      |
| 1976  | Ross Jackson                                         | Nouvelle-Zélande                                     | 2 h 22 min 30 s                                      | Doris Brown Heritage                                 | États-Unis                                           | 2 h 47 min 34 s                                      |
| 1977  | Chris Bolter                                         | Canada                                               | 2 h 22 min 36 s                                      | Meg Gordon                                           | Canada                                               | 3 h 14 min 32 s                                      |
| 1978  | John Hill                                            | Canada                                               | 2 h 20 min 49 s                                      | Gail McKean                                          | Canada                                               | 2 h 55 min 33 s                                      |
| 1979  | Bill Scott                                           | Australie                                            | 2 h 15 min 56 s                                      | Gail McKean                                          | Canada                                               | 2 h 44 min 53 s                                      |
| 1980  | Garry Henry                                          | Australie                                            | 2 h 13 min 14 s                                      | Marilyn Belwood                                      | États-Unis                                           | 2 h 45 min 27 s                                      |
| 1981  | Brian Morgan                                         | Australie                                            | 2 h 19 min 42 s                                      | Nancy McLaren                                        | Canada                                               | 2 h 48 min 23 s                                      |
| 1982  | Steve Pomeroy                                        | Canada                                               | 2 h 16 min 56 s                                      | Sue Krenn                                            | États-Unis                                           | 2 h 45 min 25 s                                      |
| 1983  | Paul Bannon                                          | Canada                                               | 2 h 19 min 42 s                                      | Beverly Bush                                         | Canada                                               | 2 h 45 min 23 s                                      |
| 1984  | Ric Sayre                                            | États-Unis                                           | 2 h 16 min 34 s                                      | Carol Raven                                          | Nouvelle-Zélande                                     | 2 h 52 min 03 s                                      |
| 1985  | Adrian Wellington                                    | Australie                                            | 2 h 24 min 24 s                                      | Kikue Tejima                                         | Japon                                                | 2 h 55 min 32 s                                      |
| 1986  | Hiromi Nishi                                         | Japon                                                | 2 h 21 min 14 s                                      | Joi Belyk                                            | Canada                                               | 2 h 45 min 37 s                                      |
| 1987  | Tetsuji Iwase                                        | Japon                                                | 2 h 21 min 12 s                                      | Cathy Kroll                                          | États-Unis                                           | 2 h 46 min 50 s                                      |
| 1988  | Mitsumasa Matsuyama                                  | Japon                                                | 2 h 19 min 20 s                                      | Isabelle Dittberner                                  | Canada                                               | 2 h 50 min 33 s                                      |
| 1989  | Shem-Tov Sabag                                       | Israël                                               | 2 h 19 min 41 s                                      | Anne Mangal                                          | Canada                                               | 2 h 50 min 05 s                                      |
| 1990  | Yoshikazu Tanese                                     | Japon                                                | 2 h 23 min 47 s                                      | Reiko Hirosawa                                       | Japon                                                | 2 h 55 min 41 s                                      |
| 1991  | Shigemi Tamori                                       | Japon                                                | 2 h 25 min 01 s                                      | Misao Miyata                                         | Japon                                                | 2 h 52 min 14 s                                      |
| 1992  | Masato Kojima                                        | Japon                                                | 2 h 23 min 24 s                                      | Yuka Terumuma                                        | Japon                                                | 2 h 43 min 16 s                                      |
| 1993  | Hayashi Morozumi                                     | Japon                                                | 2 h 18 min 37 s                                      | Eniko Feher                                          | Hongrie                                              | 2 h 47 min 27 s                                      |
| 1994  | Makoto Sasaki                                        | Japon                                                | 2 h 17 min 24 s                                      | Eniko Feher                                          | Hongrie                                              | 2 h 46 min 24 s                                      |
| 1995  | Graciano Gonzalez                                    | Mexique                                              | 2 h 23 min 11 s                                      | Yoko Okuda                                           | Japon                                                | 2 h 48 min 50 s                                      |
| 1996  | Juan Gonzalez                                        | Mexique                                              | 2 h 17 min 47 s                                      | Eniko Feher                                          | Hongrie                                              | 2 h 52 min 38 s                                      |
| 1997  | Juan Gonzalez                                        | Mexique                                              | 2 h 22 min 53 s                                      | Eniko Feher                                          | Hongrie                                              | 2 h 49 min 56 s                                      |
| 1998  | Juan Gonzalez                                        | Mexique                                              | 2 h 22 min 48 s                                      | Krystina Pieczulis                                   | Pologne                                              | 2 h 43 min 20 s                                      |
| 1999  | Atsunari Saito                                       | Japon                                                | 2 h 21 min 33 s                                      | Krystina Pieczulis                                   | Pologne                                              | 2 h 43 min 46 s                                      |
| 2000  | Ulrich Steidl                                        | Allemagne                                            | 2 h 18 min 53 s                                      | Krystina Pieczulis                                   | Pologne                                              | 2 h 45 min 32 s                                      |
| 2001  | Ulrich Steidl                                        | Allemagne                                            | 2 h 18 min 56 s                                      | Leteyesus Berehe                                     | Éthiopie                                             | 2 h 45 min 51 s                                      |
| 2002  | Ulrich Steidl                                        | Allemagne                                            | 2 h 17 min 01 s                                      | Angela Strange                                       | Canada                                               | 2 h 45 min 46 s                                      |
| 2003  | Ulrich Steidl                                        | Allemagne                                            | 2 h 20 min 22 s                                      | Angela Strange                                       | Canada                                               | 2 h 46 min 22 s                                      |
| 2004  | Ulrich Steidl                                        | Allemagne                                            | 2 h 18 min 26 s                                      | Mary Akor                                            | États-Unis                                           | 2 h 44 min 43 s                                      |
| 2005  | Kassahun Kabiso                                      | Éthiopie                                             | 2 h 15 min 40 s                                      | Rimma Dubovik                                        | Ukraine                                              | 2 h 44 min 05 s                                      |
| 2006  | Kassahun Kabiso                                      | Éthiopie                                             | 2 h 18 min 28 s                                      | Malgorzata Sobanska                                  | Pologne                                              | 2 h 37 min 06 s                                      |
| 2007  | Thomas Omwenga                                       | Kenya                                                | 2 h 25 min 27 s                                      | Claudia Camargo                                      | Argentine                                            | 2 h 35 min 50 s                                      |
| 2008  | Thomas Omwenga                                       | Kenya                                                | 2 h 15 min 59 s                                      | Mary Akor                                            | États-Unis                                           | 2 h 37 min 54 s                                      |
| 2009  | Benard Arasa Onsare                                  | Kenya                                                | 2 h 28 min 26 s                                      | Mary Akor                                            | États-Unis                                           | 2 h 46 min 24 s                                      |
| 2010  | Thomas Omwenga                                       | Kenya                                                | 2 h 16 min 55 s                                      | Emma Muthoni Kiruki                                  | Kenya                                                | 2 h 37 min 17 s                                      |
| 2011  | Benard Arasa Onsare                                  | Kenya                                                | 2 h 19 min 54 s                                      | Keddi-Anne Sherbino                                  | Canada                                               | 2 h 43 min 40 s                                      |
| 2012  | Gezahgn Eshetu                                       | Éthiopie                                             | 2 h 21 min 51 s                                      | Ellie Greenwood                                      | Royaume-Uni                                          | 2 h 42 min 16 s                                      |
| 2013  | Thomas Omwenga                                       | Kenya                                                | 2 h 24 min 09 s                                      | Lucy Njeri                                           | Kenya                                                | 2 h 40 min 34 s                                      |
| 2014  | Berhanu Mekonnen                                     | Éthiopie                                             | 2 h 21 min 08 s                                      | Kimberley Doerksen                                   | Canada                                               | 2 h 37 min 00 s                                      |
| 2015  | Luka Chelimo                                         | Kenya                                                | 2 h 18 min 37 s                                      | Lyudmila Korchagina                                  | Canada                                               | 2 h 37 min 37 s                                      |
| 2016  | Daniel Kipkoech                                      | Canada                                               | 2 h 21 min 04 s                                      | Hirut Guangul                                        | États-Unis                                           | 2 h 39 min 52 s                                      |
| 2017  | Daniel Kipkoech                                      | Canada                                               | 2 h 19 min 09 s                                      | Gladys Tarus                                         | Kenya                                                | 2 h 39 min 38 s                                      |
| 2018  | Rob Watson                                           | Canada                                               | 2 h 27 min 38 s                                      | Zhiling Zheng                                        | Chine                                                | 2 h 43 min 50 s                                      |
| 2019  | Yuki Kawauchi                                        | Japon                                                | 2 h 15 min 01 s                                      | Yuko Mizuguchi                                       | Japon                                                | 2 h 41 min 28 s                                      |
| 2020  | Édition annulée en raison de la pandémie de Covid-19 | Édition annulée en raison de la pandémie de Covid-19 | Édition annulée en raison de la pandémie de Covid-19 | Édition annulée en raison de la pandémie de Covid-19 | Édition annulée en raison de la pandémie de Covid-19 | Édition annulée en raison de la pandémie de Covid-19 |
| 2021  | Édition annulée en raison de la pandémie de Covid-19 | Édition annulée en raison de la pandémie de Covid-19 | Édition annulée en raison de la pandémie de Covid-19 | Édition annulée en raison de la pandémie de Covid-19 | Édition annulée en raison de la pandémie de Covid-19 | Édition annulée en raison de la pandémie de Covid-19 |
| 2022  | Chris Balestrini                                     | Canada                                               | 2 h 23 min 56 s                                      | Dayna Pidhoresky                                     | Canada                                               | 2 h 34 min 30 s                                      |
| 2023  | Yuki Kawauchi                                        | Japon                                                | 2 h 17 min 04 s                                      | Dayna Pidhoresky                                     | Canada                                               | 2 h 34 min 25 s                                      |
| 2024  | Sergio Ráez Villanueva                               | Canada                                               | 2 h 22 min 45 s                                      | Argentina Valdepeñas                                 | Mexique                                              | 2 h 39 min 38 s                                      |

 Record de l'épreuve